# Dashboard (software)
Een dashboard is een applicatie die een verzameling van mini-applicaties, ook wel widgets of gadgets genoemd, kan hosten.
Deze mini-applicaties zijn vooral bedoeld voor het weergeven van informatie en hebben een beperkte functionaliteit. Veel gebruikte toepassingen zijn kalenders, rekenmachines, weerinformatie, beursgegevens en RSS-feeds. Een dashboard stelt de gebruiker in staat om deze widgets of gadgets toe te voegen en te organiseren.

## Bekende dashboardapplicaties
- Mac OS X Dashboard met widgets (stopgezet sinds macOS Catalina)
- Windows Vista- en Windows 7-desktop met gadgets
- Windows Live-website
- iGoogle (stopgezet)
- DropThings (offline)